# Seo Eun-kwang
Seo Eun Kwang (en hangul, 서은광; en hanja, 徐恩光; Yongin, 22 de noviembre de 1990), más conocido por su nombre monónimo Eunkwang (en hangul, 은광), es un cantante y actor surcoreano. Es integrante de la boy band BtoB, despeñándose como líder y vocalista principal.

## Biografía
Eunkwang nació el 22 de noviembre de 1990, en Yongin, Provincia de Gyeonggi, Corea del Sur. Se graduó de la Universidad Dongshin, con especialización en Música Práctica. Tiene un hermano menor llamado Seo Eun Chong.

## Carrera

### BtoB
Eunkwang debutó como líder y vocalista principal de BtoB, un grupo de chicos formado por Cube Entertainment, el 22 de marzo de 2012, con el sencillo promocional «Insane». El grupo ha publicado diez miniálbumes y dos álbumes de estudio hasta la fecha. Eunkwang también contribuyó como letrista en su cuarto EP, Beep Beep en la canción «Melody» que está dedicado a sus aficionados.

### Actividades en solitario
En 2012, lanzó un sencillo digital con el cantante Yoo Sung Eun titulado «Love Virus». Un vídeo musical fue subido al canal oficial de YouTube de BtoB, con Jihyun, exintegrante de 4Minute y la cantante Roh Ji Hoon.
En 2013, Eunkwang hizo su debut en el teatro, interpretando a Albert en el musical, Monte Cristo. Él ganó buenas críticas después de su actuación. También se unió al elenco para el musical, Bachelor's Vegetable Store como Chul Jin Yeok.
En 2014, entró al elenco del programa de variedades de tvN, SNL Korea 5. También lanzó la canción «Back In the Day» como parte de Cube Voice Project Part 2.
En 2015, participó en la banda sonora del drama Mask en la canción «I Miss You» junto con el cantante Miyu. También se unió como panelista del programa, We Got Married.

## Discografía
| Título                                                                                       | Año                      | Mejor posición           | Ventas (DL)              | Álbum                           |
| Título                                                                                       | Año                      | COR                      | Ventas (DL)              | Álbum                           |
| Como artista en soltario                                                                     | Como artista en soltario | Como artista en soltario | Como artista en soltario | Como artista en soltario        |
| -------------------------------------------------------------------------------------------- | ------------------------ | ------------------------ | ------------------------ | ------------------------------- |
| «Back In The Days»                                                                           | 2014                     | —                        | - COR: 18 557            | Cube Voice Project Part 2       |
| Colaboraciones                                                                               |                          |                          |                          |                                 |
| «Love Virus» (con Yoo Sung Eun)                                                              | 2012                     | 74                       | - COR: 87 146            | Sin álbum                       |
| «Fingertips Love» (con Changsub y varios artistas)                                           | 2016                     | —                        | N/A                      | Sin álbum                       |
| Bandas sonoras                                                                               |                          |                          |                          |                                 |
| «I Miss You» (con Mi Yoo)                                                                    | 2015                     | —                        | Sin álbum                | Mask OST                        |
| «Goodbye Sadness» (con Changsub, Ilhoon)                                                     | 2015                     | —                        | Sin álbum                | Sweet, Savage Family OST        |
| «For You» (con Minhyuk, Changsub, Ilhoon)                                                    | 2016                     | —                        | Sin álbum                | Cinderella and Four Knights OST |
| «Ambiguous» (con Hyunsik, Sungjae)                                                           | 2017                     | 37                       | - COR: 81 845+           | Fight for My Way OST            |
| «─» indica que el lanzamiento no se posicionó en la lista o no se publicó en ese territorio. |                          |                          |                          |                                 |

## Filmografía

### Programas de variedad
| Año   | Título                                       | Cadena                        | Notas                                                                     |
| ----- | -------------------------------------------- | ----------------------------- | ------------------------------------------------------------------------- |
| 2012  | I Live in Cheongdam-dong                     | JTBC                          | Predebut                                                                  |
| 2014  | SNL Korea 5                                  | tvN                           | Miembro fijo                                                              |
| 2015  | We Got Married                               | MBC                           | Panelista                                                                 |
| 2015  | Hello Counselor                              | KBS2                          | Invitado, Ep. 207                                                         |
| 2015  | National Singing Competition                 | KBS                           | Concursante                                                               |
| 2016  | Idol and Family National Singing Competition | KBS                           | Concursante                                                               |
| 2016  | Same Bed Different Dreams                    | SBS                           |                                                                           |
| 2016  | King of Mask Singer                          | MBC                           | Concursó como «Tonight I'm Afraid of Darkness, Seokbong», episodios 75–76 |
| 2016  | Duet Song Festival                           | MBC                           | Concursó con Kim Yeon Mi, episodios 23–24                                 |
| 2016  | Battle Trip                                  | KBS                           | Concursó con Yook Sung Jae e Im Hyun Sik, (episodio 16)                   |
| 2016  | Lipstick Prince                              | OnStyle                       | Panelista                                                                 |
| 2017  | Lipstick Prince                              | OnStyle                       | Parte del elenco                                                          |
| 2017  | Battle Trip                                  | KBS                           | Concursó con Min-hyuk y Changsub, episodio 62                             |
| 2018  | Law of the Jungle in Mexico                  | SBS                           | miembro - (Ep. #314-320) - con Im Hyun Sik                                |
| 2020  | Let Us Take Your Order                       | MBC every1                    | invitado                                                                  |
| 2021- | How A Family Is Made (We Became a Family)    | MBC / Discovery Channel Korea | miembro                                                                   |

### Musicales
| Año  | Título                     | Papel         | Notas |
| ---- | -------------------------- | ------------- | ----- |
| 2013 | The Count of Monte Cristo  | Albert        |       |
| 2013 | Bachelor's Vegetable Store | Chul Jin Yeok |       |
| 2017 | Hamlet                     | Hamlet        |       |